# Dargaville
Dargaville (maor. Takiwira) – miasto w Nowej Zelandii. Położone w północno-zachodniej części Wyspy Północnej, w regionie Northland, 4371 mieszkańców. (dane szacunkowe – styczeń 2010).